# إف. كينيث إيفرسون
إف. كينيث إيفرسون (بالإنجليزية: F. Kenneth Iverson)‏ هو مدير أمريكي، ولد في 18 سبتمبر 1925 في دانرز غروف في الولايات المتحدة، وتوفي في 14 أبريل 2002.